# Vanilla nigerica
Espèce
Vanilla nigerica Rendle est une espèce de plantes à fleurs de la famille des Orchidaceae (les orchidées) et du genre Vanilla, endémique d'Afrique centrale.

## Description
Vanilla nigerica est une herbe succulente grimpante, caractérisée par des feuilles oblongues, des tiges verrucosées et de grandes fleurs roses et blanches.

## Habitat et distribution
Relativement rare, Vanilla nigerica pousse dans une région allant du Nigéria au Cameroun.